# 菊池通武
菊池 通武（きくち みちたけ、5月22日 - ）は、日本の男性声優。東京都世田谷区出身。ケンユウオフィス所属。

## 略歴
ボイスアクターズスタイル附属アルカディア声優学院出身。オフィスCHKを経て、ケンユウオフィス所属。

## 人物
趣味は競馬、特技は物真似をそれぞれ挙げている。

## 出演

### テレビアニメ
2018年
- ルパン三世 PART5（ブラジル代表）

2019年
- パズドラ（2019年 - 2024年、商店街のおじさん、団子屋さん、観客B）
- 魔王様、リトライ!（2019年 - 2024年、ナンデン・マンネン、青木） - 2シリーズ
- とある科学の一方通行（DA兵、DA隊長）
- 私、能力は平均値でって言ったよね!（壮年剣士）

2020年
- ゾゾゾ ゾンビーくん（骨折博士）
- 恋とプロデューサー〜EVOL×LOVE〜（ホテルマン）

2021年
- ブラッククローバー（ガデロア・ゴドロック）
- NOMAD メガロボクス2（レフェリー、住民B、キャノンボール丸山、ボクサー、関根 他）
- 異世界魔王と召喚少女の奴隷魔術Ω（メアモス）
- NIGHT HEAD 2041（ヴォルクタ兵A、研究所職員）
- ルパン三世 PART6（2021年 - 2022年、殺し屋⑥、偽カーソン、チンピラA）
- サクガン（司令官）

2022年
- 平家物語（僧兵）
- 骸骨騎士様、只今異世界へお出掛け中（盗賊、門番、エルフ狩り、カルロン、エルフ 他）
- もっと!まじめにふまじめ かいけつゾロリ（配達員、カラルド）
- 薔薇王の葬列（役者B）
- BIRDIE WING -Golf Girls' Story-（シュタイン議員、コーチ）
- 異世界薬局（シモン）
- オーバーロードIV（イヴォン・ジャスナ・ドラクロワ）
- カードファイト!! ヴァンガード will+Dress（タイゾウの父）
- 異世界迷宮でハーレムを（桶屋の主人）
- ピーター・グリルと賢者の時間 Super Extra（ゴルドー）

2023年
- 僕のヒーローアカデミア（2023年 - 2024年、市民、エジプト大使、サンサン晴明） - 2シリーズ
- ヴィンランド・サガ（クヌートの使者）
- 勇者が死んだ!（町人、ネフ）
- 天国大魔境（リビューマン）
- ポケットモンスター（2023年 - 2024年、実演販売士、テペン、おじさん、悪党）
- おとなりに銀河（島民）
- マッシュル-MASHLE-（ワースの父）
- ゾン100〜ゾンビになるまでにしたい100のこと〜（先輩E）
- スパイ教室
- 聖者無双〜サラリーマン、異世界で生き残るために歩む道〜（マスター）
- ダークギャザリング（霊）
- オーバーテイク!（おじいちゃん）
- 川越ボーイズ・シング（先生）
- ポーション頼みで生き延びます!（村人）
- アンダーニンジャ（ヤンキー4）

2024年
- となりの妖怪さん（杉本清司）
- 忘却バッテリー（帝徳高校野球部、大泉シニア監督）
- 烏は主を選ばない（門番、鵄の手下）
- ダンジョン飯（インバー）
- 転生したらスライムだった件（貴族C）
- 逃げ上手の若君（死蝋）
- 異世界ゆるり紀行 〜子育てしながら冒険者します〜（鍛冶屋の親方）
- 魔導具師ダリヤはうつむかない
- ハズレ枠の【状態異常スキル】で最強になった俺がすべてを蹂躙するまで（コステロ）
- オーイ!とんぼ（キャディマスター）
- 凍牌〜裏レート麻雀闘牌録〜（最上）
- チ。-地球の運動について-（2024年 - 2025年、ピャストの父、大学職員）
- るろうに剣心 -明治剣客浪漫譚- 京都動乱（巾着）
- ダンダダン（2024年 - 2025年、鬼頭呪彦） - 2シリーズ

2025年
- 妖怪学校の先生はじめました!（本田言葉）
- 異修羅（霾晦りのエリジテ）
- Übel Blatt〜ユーベルブラット〜（町長、砲台伯軍兵）
- UniteUp! -Uni:Birth-（会頭）
- サラリーマンが異世界に行ったら四天王になった話（サラリーマンA）
- 花は咲く、修羅の如く（秋山父）
- 日本へようこそエルフさん。（街の男C）
- 俺だけレベルアップな件 Season 2 -Arise from the Shadow-（監視課職員）
- わたしの幸せな結婚（海軍大臣）
- ドラえもん（テレビ朝日版第2期）（石の犬、無法者①）
- 謎解きはディナーのあとで（男、藤倉雅彦）
- LAZARUS ラザロ（ギャング）
- 九龍ジェネリックロマンス（店主）
- 名探偵コナン（運営者）
- クレバテス-魔獣の王と赤子と屍の勇者-（山賊）
- ブサメンガチファイター（冒険者、モンスター、ディーラー、スタッフ）

### 劇場アニメ
- BURN THE WITCH（2020年、パパラッチ）
- Gのレコンギスタ III 宇宙からの遺産（2021年、シャンク屋）
- 岬のマヨイガ（2021年、天狗1）
- 窓ぎわのトットちゃん（2023年、チンドン屋）
- 僕のヒーローアカデミア THE MOVIE ユアネクスト（2024年、サイモン・ゴリーニ[3]）

### Webアニメ
- TIGER & BUNNY 2（2022年、ニコラス・ケーン〈アポロンメディア新CEO〉）
- LUPIN ZERO（2022年、ヤクザB）
- PLUTO（2023年、フォーラム出席者、乾部大臣)
- LUPIN THE IIIRD 銭形と2人のルパン（2025年、サクソン大統領）
- BULLET/BULLET（2025年、同僚[初出 1]）

### ゲーム
2016年
- 薔薇に隠されしヴェリテ（ダンヴィル、ブリッソ）

2020年
- 龍が如く7 光と闇の行方
- ファイナルファンタジーVII リメイク
- SpongeBob SquarePants: Battle for Bikini Bottom - Rehydrated（イカルド〈代役〉）
- ビルシャナ戦姫 〜源平飛花夢想〜（平清盛）

2021年
- 魔界戦記ディスガイア6（シュセンドル）

2022年
- グリムグリモア OnceMore（カルヴァドス）
- クイズRPG 魔法使いと黒猫のウィズ（オトナイ）
- タクティクスオウガ リボーン（オルバ）

2023年
- デュエル・マスターズ プレイス（黒神龍ヴァイザス、 黒神龍ダンチガイ・ファンキガイ、「武」の頂 マキシマム・ザ・マックス 他）
- ファイナルファンタジーXVI（ブラックソーン）
- ポケモンマスターズEX

2024年
- 龍が如く8
- グランブルーファンタジー リリンク
- ファイナルファンタジーVII リバース
- ユニコーンオーバーロード（ホードル、コルニア賢人、傭兵（タイプD）/ NPC）

2025年
- 龍が如く8外伝 Pirates in Hawaii
- 冬園サクリファイス（エレガル）

### 吹き替え

#### 映画
2016年
- スペクトル（チェン軍曹〈ルイ・オザワ〉）

2017年
- オリエント急行殺人事件

2018年
- アフターパーティー
- 神の日曜日
- バード・ボックス
- クリスマス・クロニクル
- 最悪の選択
- ファミリー・ブラッド（ステファン）
- ボストン ストロング 〜ダメな僕だから英雄になれた〜（カルロス〈カルロス・サンス〉）

2019年
- ガリー
- 紅海リゾート -奇跡の救出計画-（アブデル・アフマド大佐〈クリス・チョーク〉）
- 恋の予感?! ～ホテルリノベ奮闘記～
- ザ・ゴールドフィンチ
- 小さな修理屋（ローレンス・スワイノ〈ジョシュア・ピトン〉）
- 摩天楼はバラ色に ※VOD版

2020年
- ある女流作家の罪と罰（アンドレイ〈グレゴリー・コロスティシャウスキー〉）
- グレイテスト・ショーマン（オマリー〈エリック・アンダーソン〉）
- 幸せへのまわり道（トッド〈ノア・ハープスター〉）
- ジェミニマン（エージェント1〈ティム・コンロイ〉）
- ジョーカー（救急隊員2、ポゴス司会者）
- DCエクステンデッド・ユニバース（2020年 - 2024年）
  - ハーレイ・クインの華麗なる覚醒 BIRDS OF PREY（巡査部長）
  - ワンダーウーマン 1984（エマーソン〈ジョナサン・アジャイ〉）
  - ザ・スーサイド・スクワッド “極”悪党、集結（警備男1）
  - ジャスティス・リーグ:ザック・スナイダーカット（防疫兵）
  - ブラックアダム
  - ザ・フラッシュ（アル〈ルーク・ブランドン・フィールド〉）
  - アクアマン/失われた王国（調査男1）

- マーベル・シネマティック・ユニバース（2020年 - 2025年）
  - スパイダーマン:ファー・フロム・ホーム（ベック仲間1）
  - エターナルズ（ボリウッド男優）
  - ドクター・ストレンジ/マルチバース・オブ・マッドネス（拒否する悪霊3）
  - ソー:ラブ&サンダー（男の声3）
  - マーベルズ（クリー男2）
  - キャプテン・アメリカ:ブレイブ・ニュー・ワールド（シークレットサービスA）

- 運び屋（ロカ〈ユージン・コルデロ〉）※ソフト版
- 15ミニッツ・ウォー
- ラストデイズ・オブ・アメリカン・クライム

2021年
- エクストレモ
- 君がそばにいたら
- 刑事グロム VS 粛正の疫病ドクター
- トムとジェリー（マルコム）
- 悩める失恋の処方箋
- バースデーケーキ: 血の粛清（ブーツィー〈ジョセフ・ドノフリオ〉）
- ホーム・スイート ホーム・アローン

2022年
- アダム&アダム（ポール〈ドナルド・セールス〉）
- オーバードーズ 破滅の入り口
- オールドピープル
- サマリタン
- THE BATMAN-ザ・バットマン-
- ザ・ロストシティ（ナレーター男）
- Smile スマイル
- 史上最高のカンパイ! 戦地にビールを届けた男
- ホーム・チーム（エリック〈ジャレッド・サンドラー〉）
- ホワイト・ノイズ
- ライズ～コートに輝いた希望（デビッド・スターン）
- ロイヤル・トリートメント（ジョン王〈ポール・ノレル〉）
- ロマンス in スタイル

2023年
- アメリカン・フィクション（メイナード〈レイモンド・アンソニー・トーマス〉）
- オペレーション・ナポレオン ナチスの陰謀（ルノルフ〈ヒョルトゥル・ヨハン・ヨンソン〉）
- クリード 過去の逆襲（フェリックス・チャベス〈ホセ・ベナビデス・Jr〉）
- 彷徨い
- JUNG_E/ジョンイ
- スクリーム6
- 87分の1の人生

2024年
- アヴィーチー アイム・ティム
- ゴヨ
- 最速の栄光へ
- 猿の惑星/キングダム
- JOY: 奇跡が生まれたとき
- ジョーカー:フォリ・ア・ドゥ（ミリガン）
- ビートルジュース ビートルジュース（グレン）
- ファミリー・アフェア
- 武道実務官
- ブリッツ ロンドン大空襲
- マッドマックス:フュリオサ
- ルー・ガルー: 人狼を探せ!
- ロードハウス/孤独の街

2025年
- アンストッパブル（エディ〈ミケルティ・ウィリアムソン〉）
- リトル・シベリア
- アンダーカバーDJ（カピタニ〈ニコラ・モーリー〉）
- ディープ・カバー ～即興潜入捜査～
- 立ち退き回避のススメ（ラッキー〈カット・ウィリアムズ〉）
- ハートアイズ（ハートリー〈ジェームズ・ゲイリン〉）
- アプレンティス:ドナルド・トランプの創り方（フレディ・トランプ〈チャーリー・キャリック〉、アーウィン）

#### ドラマ
2018年
- グレイズ・アナトミー 恋の解剖学
- SUPERGIRL/スーパーガール（捜査官）
- スーパーナチュラル シーズン13（職人）
- 超能力ファミリー サンダーマン
- レギオン シーズン2（ナレーター）

2019年
- ザ・モーニングショー（ダニエル・ヘンダーソン〈デショーン・テリー〉）

2020年
- 私立探偵マグナム（ルーサー・H・ギリス〈ケン・チョン〉）

2021年
- ボバ・フェット/The Book of Boba Fett（ドク・ストラッシ）
- FARGO/ファーゴ: カンザスシティ
- マーベル・シネマティック・ユニバース
  - ワンダヴィジョン（オレグ・マキシモフ）
  - ファルコン&ウィンター・ソルジャー
  - ムーンナイト
  - ミズ・マーベル

2022年
- エレメンタリー ホームズ&ワトソン in NY シーズン5
- マーダーズ・イン・ビルディング（レスター〈テディ・コルカ〉）

2023年
- 赤い袖先（英祖〈イ・ドクファ〉）
- キャッツ・アイ
- 鉄の手
- 殺人者のパラドックス
- ジャンゴ ザ・シリーズ（イライジャ・ターナー〈トム・オースティン〉）
- ディック・ターピンのデタラメ大冒険
- Trying 〜親になるステップ〜（ヴィク・ロス〈フィル・デイヴィス〉）
- ニュールック
- パムの秘密-ある主婦の知られざる顔-（ラス〈グレン・フレシュラー〉）

2025年
- ハウス・オブ・ダビデ
- プライムターゲット 狙われた数列
- フレンズ&ネイバーズ（バーニー・チョイ〈ホーン・リー〉）

#### アニメ
- アングリーバード2（ギャリー[42]）
- おさるのジョージ
- ザ・シンプソンズ（アプー・ナハサピーマぺティロン〈2代目〉、ルー〈2代目〉、クレタス・スパックラー〈2代目〉）
- キャプテン・プードル（ホッツパー）
- ザ・スーパーマリオブラザーズ・ムービー
- スター・ウォーズ:ヤング・ジェダイ・アドベンチャー（アンセン）
- DC がんばれ!スーパーペット（アクアマン[43]）
- ホワット・イフ...?（エグゼキューショナー）
- ロイヤルコーギー レックスの大冒険（タイソン[44]）

### デジタルコミック
- 悪役令嬢ルートがないなんて、誰が言ったの?（2024年、オフィーリアの父親[45]）

### ボイスオーバー
- テキサス獣医 奮戦記
- BS世界のドキュメンタリー